# Liste der Gedichte aus dem Stunden-Buch
Dies ist eine Liste der Gedichte, die im Stunden-Buch enthalten sind. Dabei handelt es sich um einen Gedichtband von Rainer Maria Rilke, der im Jahr 1905 veröffentlicht wurde.

## Das Buch vom mönchischen Leben
| Titel                                                                     | Entstehung                                       |
| ------------------------------------------------------------------------- | ------------------------------------------------ |
| Da neigt sich die Stunde und rührt mich an                                | 20. September 1899                               |
| Ich lebe mein Leben in wachsenden Ringen                                  | 20. September 1899                               |
| Ich habe viele Brüder in Sutanen                                          | 20. September 1899                               |
| Wir dürfen dich nicht eigenmächtig malen                                  | 20. September 1899                               |
| Ich liebe meines Wesens Dunkelstunden                                     | 22. September 1899                               |
| Du, Nachbar Gott, wenn ich dich manchesmal                                | 22. September 1899                               |
| Wenn es nur einmal so ganz stille wäre                                    | 22. September 1899                               |
| Ich lebe grad, da das Jahrhundert geht                                    | 22. September 1899                               |
| Ich lese es heraus aus deinem Wort                                        | 22. September 1899                               |
| Der blasse Abelknabe spricht: Ich bin nicht. Der Bruder hat mir was getan | 22. September 1899                               |
| Du Dunkelheit, aus der ich stamme                                         | 22. September 1899                               |
| Ich glaube an Alles noch nie gesagte                                      | 22. September 1899                               |
| Ich bin auf der Welt zu allein und doch nicht allein genug                | 22. September 1899                               |
| Du siehst, ich will viel                                                  | 22. September 1899                               |
| Wir bauen an dir mit zitternden Händen                                    | 22. September 1899                               |
| Daraus, daß Einer dich einmal gewollt hat                                 | 22. September 1899                               |
| Wer seines Lebens viele Widersinne                                        | 22. September 1899                               |
| Was irren meine Hände in den Pinseln?                                     | 24. September 1899                               |
| Ich bin, du Ängstlicher. Hörst du mich nicht                              | 24. September 1899                               |
| Mein Leben ist nicht diese steile Stunde                                  | 24. September 1899                               |
| Wenn ich gewachsen wäre irgendwo                                          | 24. September 1899                               |
| Ich finde dich in allen diesen Dingen                                     | 24. September 1899                               |
| Stimme eines jungen Bruders: Ich verrinne, ich verrinne                   | 24. September 1899                               |
| Sieh, Gott, es kommt ein Neuer an dir bauen                               | 24. September 1899                               |
| Ich liebe dich, du sanftestes Gesetz                                      | 26. September 1899                               |
| Werkleute sind wir: Knappen, Jünger, Meister                              | 26. September 1899                               |
| Du bist groß, daß ich schon nicht mehr bin                                | 26. September 1899                               |
| So viele Engel suchen dich im Lichte                                      | 26. September 1899                               |
| Das waren Tage Michelangelo´s                                             | data-sort-value="26.9.1899"\| 26. September 1899 |
| Der Ast vom Baume Gott, der über Italien reicht                           | 26. September 1899                               |
| Da ward auch die zur Frucht Erweckte                                      | Worpswede, um den 1. Mai 1905                    |
| Aber als hätte die Last der Fruchtgehänge                                 | Worpswede, um den 1. Mai 1905                    |
| So hat man sie gemalt; vor allem Einer                                    | 26. September 1899                               |
| Mit einem Ast, der jenem niemals glich                                    | 26. September 1899                               |
| Ich kann nicht glauben, daß der kleine Tod                                | 26. September 1899                               |
| Was wirst du tun, Gott, wenn ich sterbe?                                  | 26. September 1899                               |
| Du bist der raunende Verrußte                                             | 27. September 1899                               |
| An den jungen Bruder: Du, gestern Knabe, dem die Wirrnis kam              | 29. September 1899                               |
| An den jungen Bruder: Dann bete du, wie es dich dieser lehrt              | 29. September 1899                               |
| Ich habe Hymnen, die ich schweige                                         | 29. September 1899                               |
| Gott, wie begreif ich deine Stunde                                        | 29. September 1899                               |
| Alle, die ihre Hände regen                                                | 30. September 1899                               |
| Der Name ist uns wie ein Licht                                            | 30. September oder 1. Oktober 1899               |
| Dein allererstes Wort war: Licht                                          | 1. Oktober 1899                                  |
| Du kommst und gehst. Die Türen fallen                                     | 1. Oktober 1899                                  |
| Du bist der Tiefste, welcher ragte                                        | 1. Oktober 1899                                  |
| Ich weiß: Du bist der Rätselhafte                                         | 1. Oktober 1899                                  |
| So ist mein Tagwerk, über dem                                             | 1. Oktober 1899                                  |
| Ihr vielen unbestürmten Städte                                            | Worpswede, um den 1. Mai 1905                    |
| Ich komme aus meinen Schwingen heim                                       | 1. Oktober 1899                                  |
| Du wirst nur mit der Tat erfaßt                                           | 1. Oktober 1899                                  |
| Mein Leben hat das gleiche Kleid und Haar                                 | 2. Oktober 1899                                  |
| Und Gott befiehlt mir, daß ich schriebe                                   | 2. Oktober 1899                                  |
| Es tauchten tausend Theologen                                             | 2. Oktober 1899                                  |
| Die Dichter haben dich verstreut                                          | 2. Oktober 1899                                  |
| Selten ist Sonne im Sobór                                                 | 2. Oktober 1899                                  |
| Da trat ich als ein Pilger ein                                            | 2. Oktober 1899                                  |
| Wie der Wächter in den Weingeländen                                       | Worpswede, um den 1. Mai 1905                    |
| Gott spricht zu jedem nur, eh er ihn macht                                | 4. Oktober 1899                                  |
| Ich war bei den ältesten Mönchen, den Malern und Mythenmeldern            | 4. Oktober 1899                                  |
| Du dunkelnder Grund, geduldig erträgst du die Mauern                      | 4. Oktober 1899                                  |
| So bin ich nur als Kind erwacht                                           | 5. Oktober 1899                                  |
| Daß ich nicht war vor einer Weile                                         | 5. Oktober 1899                                  |
| Es lärmt das Licht im Wipfel deines Baumes                                | 10. Oktober 1899                                 |
| Du Williger, und deine Gnade kam                                          | 12. Oktober 1899                                 |
| Eine Stunde vom Rande des Tages                                           | 14. Oktober 1899                                 |
| Und dennoch: mir geschieht                                                | 14. Oktober 1899                                 |

## Das Buch von der Pilgerschaft
| Titel                                            | Entstehung                                       |
| ------------------------------------------------ | ------------------------------------------------ |
| Dich wundert nicht des Sturmes Wucht             | 18. September 1901                               |
| Ich bete wieder, du Erlauchter                   | 18. September 1901                               |
| Ich bin derselbe noch, der kniete                | 18. September 1901                               |
| Du Ewiger, du hast dich mir gezeigt              | 18. September 1901                               |
| Dir ist mein Beten keine Blasphemie              | 18. September 1901                               |
| Und seine Sorgfalt ist uns wie ein Alb           | 18. September 1901                               |
| Lösch mir die Augen aus: ich kann dich sehn      | Sommer 1897                                      |
| Und meine Seele ist ein Weib von dir             | 18. September 1901                               |
| Du bist der Erbe                                 | 18. September 1901                               |
| Und du erbst das Grün                            | 18. September 1901                               |
| Ich bin nur einer deiner Ganzgeringen            | 19. September 1901                               |
| Und doch, obwohl ein jeder von sich strebt       | 19. September 1901                               |
| Du bist der Alte, dem die Haare                  | 19. September 1901                               |
| Gerüchte gehn, die dich vermuten                 | data-sort-value="19.9.1901"\| 19. September 1901 |
| Alle, welche dich suchen, versuchen dich         | data-sort-value="19.9.1901"\| 19. September 1901 |
| Wenn etwas mir vom Fenster fällt                 | 19. September 1901                               |
| Du meinst die Demut. Angesichter                 | 19. September 1901                               |
| In diesem Dorfe steht das letzte haus            | data-sort-value="19.9.1901"\| 19. September 1901 |
| Manchmal steht einer auf beim Abendbrot          | 19. September 1901                               |
| Nachtwächter ist der Wahnsinn                    | 19. September 1901                               |
| Weißt du von jenen Heiligen, mein Herr?          | 20. September 1901                               |
| Du bist die Zukunft, großes Morgenrot            | 20. September 1901                               |
| Du bist das Kloster zu den Wundenmalen           | 20. September 1901                               |
| Die Könige der Welt sind alt                     | 20. September 1901                               |
| Alles wird wieder groß sein und gewaltig         | 20. September 1901                               |
| Auch du wirst groß sein. Größer noch als einer   | 20. September 1901                               |
| Es wird nicht Ruhe in den Häusern, sei´s         | 20. September 1901                               |
| So möcht icht zu dir gehn: von fremden Schwellen | 20. September 1901                               |
| Du Gott, ich möchte viele Pilger sein            | 20. September 1901                               |
| Bei Tag bist du das Hörensagen                   | 20. September 1901                               |
| Ein Pilgermorgen. Von den harten Lagern          | 21. September 1901                               |
| Jetzt reifen schon die roten Berberitzen         | 22. September 1901                               |
| Du mußt nicht bangen, Gott. Sie sagen: mein      | 24. September 1901                               |
| In tiefen Nächten grab ich dich, du Schatz       | 25. September 1901                               |

## Das Buch von der Armut und vom Tode
| Titel                                             | Entstehung                                            |
| ------------------------------------------------- | ----------------------------------------------------- |
| Vielleicht, daß ich durch schwere Berge gehe      | 13. April 1903                                        |
| Du Berg, der blied da die Gebirge kamen           | Vers 1–14: 13. April 1903, Vers 15–24: 14. April 1903 |
| Mach mich zum Wächter deiner Weiten               | 14. April 1903                                        |
| Denn, Herr, die großen Städte sind                | 14. April 1903                                        |
| Da leben Menschen, weißerblühte, blasse           | 15. April 1903                                        |
| O Herr, gieb jedem seinen eignen Tod              | 15. April 1903                                        |
| Denn wir sind nur die Schale und das Blatt        | 16. April 1903                                        |
| Herr: Wir sind ärmer denn die armen Tiere         | 16. April 1903                                        |
| Mach Einen herrlich, Herr, mach Einen groß        | 16. April 1903                                        |
| Das letzte Zeichen laß an uns geschehen           | 16. April 1903                                        |
| Ich will ihn preisen. Wie vor einem Heere         | 16. April 1903                                        |
| Und gieb, daß beide Stimmen mich begleiten        | 17. April 1903                                        |
| Die großen Städte sind nicht wahr; sie täuschen   | 17. April 1903                                        |
| Denn Gärten sind, – von Königen gebaut            | 17. April 1903                                        |
| Dann sah ich auch Paläste, welche leben           | 17. April 1903                                        |
| Sie sind es nicht. Sie sind nur die Nicht-Reichen | 17. April 1903                                        |
| Denn Armut ist ein großer Glanz aus Innen         | 17. April 1903                                        |
| Du bist der Arme, du der Mittellose               | 18. April 1903                                        |
| Du, der du weißt, und dessen weites Wissen        | 18. April 1903                                        |
| Betrachte sie und sieh, was ihnen gliche          | 18. April 1903                                        |
| Sie sind so still; fast gleichen sie den Dingen   | 18. April 1903                                        |
| Und sieh, wie ihrer Füße Leben geht               | 19. April 1903                                        |
| Und ihre Hände sind wie die von Frauen            | 19. April 1903                                        |
| Ihr Mund ist wie der Mund an einer Büste          | 19. April 1903                                        |
| Und ihre Stimme kommt von ferneher                | 19. April 1903                                        |
| Und wenn sie schlafen, sind sie wie an alles      | 19. April 1903                                        |
| Und sieh: ihr Leib ist wie ein Bräutigam          | 19. April 1903                                        |
| Denn sieh: sie werden leben und sich mehren       | 19. April 1903                                        |
| Nur nimm sie wieder aus der Städte Schuld         | 19. April 1903                                        |
| Des Armen Haus ist wie ein Altarschrein           | 19. April 1903                                        |
| Die Städte aber wollen nur das Ihre               | 19. April 1903                                        |
| Und deine Armen leiden unter diesen               | 19. April 1903                                        |
| O wo ist der, der aus Besitz und Zeit             | Vers 1-7: 19. April 1903, ab Vers 8: 20. April 1903   |
| O wo ist er, der Klare, hingeklungen?             | 20. April 1903                                        |